# La Vénus d'Arles
Pour plus de détails, voir Fiche technique et Distribution.
La Vénus d'Arles est un film muet français réalisé par Georges Denola, sorti en 1917.

## Fiche technique
- Titre : La Vénus d'Arles
- Réalisation : Georges Denola
- Scénario : d'après le conte de Joseph Méry
- Photographie :
- Montage :
- Producteur :
- Société de production : Société cinématographique des auteurs et gens de lettres (S.C.A.G.L)
- Société de distribution :  Pathé Frères
- Pays de production :  France
- Langue : film muet avec les intertitres en français
- Métrage : 1 185 mètres
- Format : Noir et blanc — 35 mm — 1,33:1 — Muet
- Genre : Film dramatique
- Durée : 40 minutes
- Date de sortie :
  - France : 13 juillet 1917

## Distribution
- Armand Tallier : Gérard Castel
- Andrée Divonne : Francine Angeli
- André Lefaur : Monsieur Castel
- Jeanne Brindeau : Madame Castel